# Carla Breuer
C.G.J. (Carla) Breuer (Tricht, 15 januari 1972) is een Nederlands politica en bestuurster. Ze is lid van het CDA. Sinds 29 september 2014 is zij burgemeester van Teylingen.

## Levensloop
Breuer studeerde Gezondheidswetenschappen aan de Universiteit Maastricht. Zij heeft meerdere functies in de zorgsector gehad voor ze in 2002 wethouder werd in Nieuwegein. Afgezien van het feit dat ze lid was geweest van een raadscommissie, had ze tot dan geen ervaring in het gemeentebestuur. Vanaf 2006 had ze als wethouder onder meer economie, werk en inkomen, volksgezondheid en cultuur in haar portefeuille. 
In september 2009 werd Breuer burgemeester van Werkendam, waarbij ze in Nieuwegein werd opgevolgd door haar partijgenoot Hennie van Randwijk. Ten tijde van haar benoeming was ze met 37 jaar in Nederland de jongste vrouwelijke burgemeester; tot dan was dat Mirjam van 't Veld. In mei 2010 werd Dagmar Oudshoorn dat.
Na de voordracht van de gemeenteraad op 14 juli 2014, heeft de ministerraad op 2 september van dat jaar Breuer per 29 september benoemd tot burgemeester van de gemeente Teylingen. Behalve burgemeester van Teylingen is Breuer sinds september 2017 onbezoldigd voorzitter van de Erfgoedlijn Historische Trekvaarten voor de provincie Zuid-Holland. Breuer was van april 2017 tot juni 2022 voorzitter van de raad van toezicht van Stichting SolutionS-Center, de grootste ggz-instelling voor verslavingszorg in Nederland.
De gemeenteraad van Teylingen heeft op woensdag 3 juni 2020, tijdens een extra raadsvergadering, besloten in te stemmen met een nieuwe ambtstermijn voor burgemeester Carla Breuer en haar bij de Kroon aan te bevelen voor herbenoeming. Op 29 september 2020 is Breuer aan haar tweede termijn als burgemeester van de gemeente Teylingen begonnen. Vrijdag 25 september 2020 vond de beëdiging plaats in handen van Commissaris van de Koning van de provincie Zuid-Holland, Jaap Smit.
Tijdens de boerenbruiloft op 4 maart 2019, georganiseerd door carnavalsvereniging de Saksen, waar Breuer als 'Trude van Teylingen' trouwde met 'Geert Geesing' (Erwin Koenen), werd Breuer daadwerkelijk ten huwelijk gevraagd door vakbondsbestuurder Erwin Koenen. Op 4 september 2019 zijn ze getrouwd. Koenen heeft twee kinderen uit een eerdere relatie en Breuer heeft twee kinderen uit een eerdere relatie. Ze is rooms-katholiek.